# Cucullia tristis
Cucullia tristis är en fjärilsart som beskrevs av Charles Boursin 1934. Cucullia tristis ingår i släktet Cucullia och familjen nattflyn. Inga underarter finns listade i Catalogue of Life.